# Andrea Zorzi
Andrea Zorzi (Noale, 29 de julho de 1965) é um ex-jogador de voleibol da Itália que competiu nos Jogos Olímpicos de 1988, 1992 e 1996.Após a aposentadoria, ele passou a trabalhar como produtor e engenheiro de som em uma companhia de dança física italiana.

## Carreira
Zorro , como foi apelidado, passou toda a sua carreira na Itália, aposentando-se apenas 33 anos da atividade competitiva. Integrante da chamada geração dos fenômenos , em 1991 ganhou o prêmio da FIVB como jogador do ano; ele também ganhou o título de MVP da Liga Mundial duas vezes, em 1990 e 1991 . Em 2007, ele ganhou o título de MVP no Campeonato Europeu de Veteranos .
Zorzi foi a espinha dorsal da seleção italiana, vestindo a camisa azul da seleção, Zorzi participou de 3 Olímpiadas 1988, 1992 e 1996. Jogou um total de 325 partidas, fazendo parte do grupo que mereceu o apelido de geração de fenômenos e o título de equipe do século, vencendo todos os torneios internacionais. Ouro olímpico, tocado apenas na edição de Atlanta de 1996 fechou com a medalha de prata; foi esta última decepção que o levou a se aposentar dois anos depois.
Polêmica declaração a respeito da derrota da Seleção Brasileira contra a Bulgária, na qual o time de Bernardinho saiu sob de vaias em Ancona, Andrea Zorzi fez duras críticas a seleção pela atitude tomada pelo time verde e amarelo de ter poupado o levantador Bruninho e o ponteiro Murilo.
O italiano disse em uma coluna sua na Gazzetta dello Sport que nunca em sua carreira tomaria uma atitude de "entregar um jogo" e que não tinha mais respeito pelo time bicampeão mundial.

## Clubes
| Clube                  | País   | De        | À         |
| ---------------------- | ------ | --------- | --------- |
| Silvolley Trebaseleghe | Itália | 1981-1982 | 1981-1982 |
| Thermomec Padoue       | Itália | 1982-1983 | 1984-1985 |
| Pallavolo Parme        | Itália | 1985-1986 | 1989-1990 |
| Volley Gonzaga Milan   | Itália | 1990-1991 | 1993-1994 |
| Volley Trévise         | Itália | 1994-1995 | 1995-1996 |
| AS Volley Lube         | Itália | 1996-1997 | 1997-1998 |

Andrea Zorzi começou sua carreira em 1981 em Trebaseleghe no ASD Silvolley e jogou pela segunda divisão da Thermomec Padua de 1982 a 1985 . O atacante jogou por treze anos na "Série A1" nos principais clubes Maxicono Parma , Mediolanum Milan , Sisley Treviso e Lube Macerata. Durante este tempo ele foi duas vezes campeão italiano, duas vezes campeão italiano, quatro vezes campeão europeu, uma vez vencedor da Liga dos Campeões e três vezes campeão mundial por clubes.

## Principais conquistas

### Clubes
- Campeonato Italiano (2):  1989/1990, 1995/1996
- Copa Itália (2): 1986/1987, 1989/1990
- Liga dos Campeões (1): 1994/1995
- Supercopa de Europa (3): 1989, 1990, 1994
- Copa CEV (4):  1987/1988, 1988/1989, 1989/1990, 1992/1993
- Campeonato Mundial de Clubes de Voleibol Masculino (3) : 1989, 1990, 1992.

## Prêmios Individuais
- Liga Mundial de Vollei 1990  "Most Valuable Player"
- Liga Mundial de Vollei 1991  "Most Valuable Player"
- Liga Mundial de Vollei 1992   "Mellhor sacador"